# Nederlandsche Dok en Scheepsbouw Maatschappij

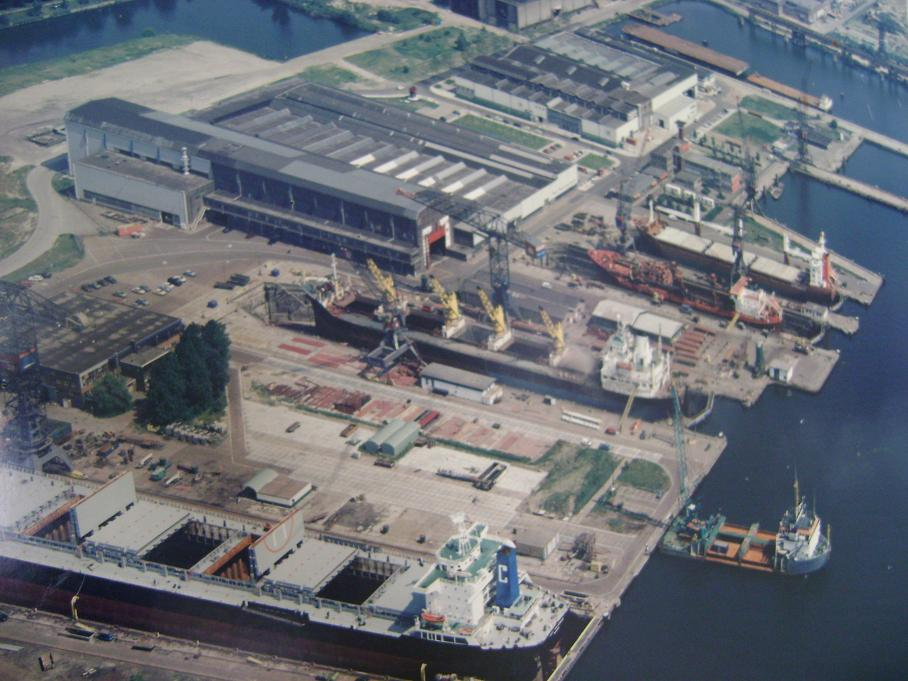
Die Shipdock-Werft

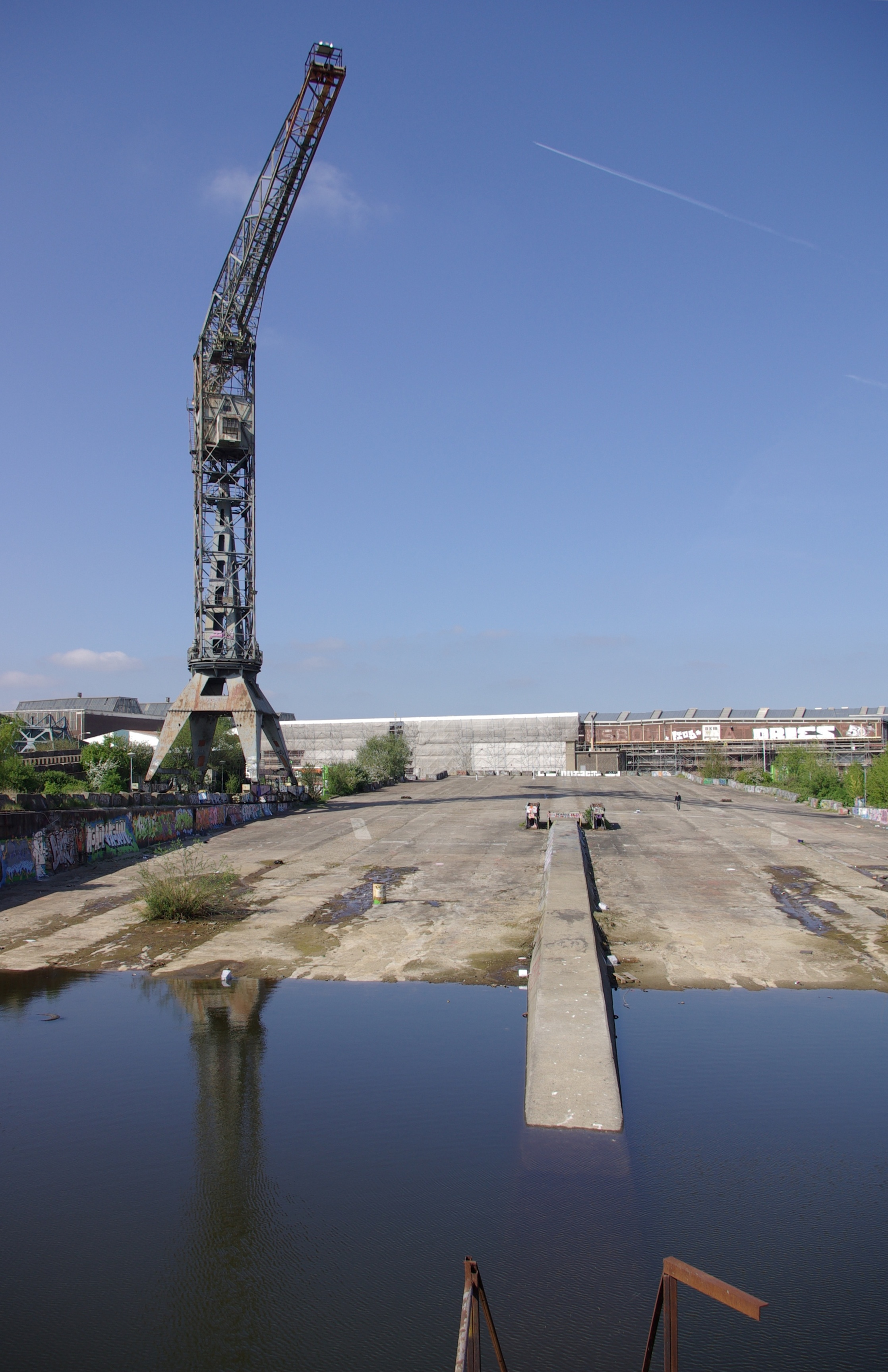
Werftkran und Helling der ehemaligen Werft NDSM

Das niederländische Schiffbauunternehmen Nederlandsche Dok en Scheepsbouw Maatschappij (NDSM) in Amsterdam bestand von 1946 bis 1978.

## Geschichte
Die Wurzeln gehen auf die Zeit vor dem Zweiten Weltkrieg zurück. Damals fanden erste Überlegungen zur Zusammenlegung der benachbarten Werften Nederlandse Scheepsbouw Maatschappij (NSM) mit der Nederlandse Dok Maatschappij (NDM) statt.
Nach Kriegsende schlossen sich NSM und NDM schließlich zusammen, wobei beide aber weiterhin als eigene Betriebe geführt wurden. Beide Betriebe erstreckten sich zusammen über zwei Kilometer entlang des IJ. Die NSM konzentrierte sich vordringlich auf den Neubau von Schiffen, während die NDM ihren Schwerpunkt, den Schiffsreparaturbereich fortführte.
Im Laufe der 1960er Jahre geriet die europäische Schiffbauindustrie durch die Konkurrenz, vor allem der kostengünstiger arbeitenden japanischen Werften, zusehends unter Druck, woraufhin ein Konzentrationsprozess der niederländischen Schiffbauindustrie stattfand.
Nachdem schon am 4. März 1966 die Rotterdamsche Droogdok Maatschappij mit der Werft Koninklijke Maatschappij „De Schelde“ und der Motorenfabriek Thomassen zur Rijn-Schelde Machinefabrieken en Scheepswerven (RSMS) fusioniert waren, schloss sich Wilton-Fijenoord am 3. Juli 1968 auf Druck der Regierung dem Verbund an. Die NDSM wiederum wurde im Juli 1968, ebenfalls auf Regierungsdruck zunächst von der Verolme Verenigde Scheepswerven (VVS) übernommen. Die VVS trat, da sie sich selber in finanzieller Schieflage befand, zum 1. Januar 1971 der Rijn-Schelde-Gruppe bei, die daraufhin als Rijn-Schelde-Verolme Machinefabrieken en Scheepswerven (RSV) firmierte. Trotz hoher Staatsbeihilfen geriet auch die RSV in der zweiten Hälfte der 1970er Jahre in schwere Bedrängnis. Zum 27. September 1978 wurde der Schiffbau bei der NDSM schließlich beendet.
Im Oktober 1979 wurde erneut eine Nederlandse Scheepsbouw Maatschappij (NSM) gegründet, bei der 400 ehemalige NDSM-Mitarbeiter Beschäftigung fanden. Auch ein Reparaturbereich mit dem Namen Amsterdamse Droogdok Maatschappij wurde eröffnet. Im Mai 1984 ging auch diese NSM in Konkurs. Der ehemalige Mutterkonzern RSV war schon am 6. April 1983 in Konkurs gegangen und später zerschlagen worden.

## Aktuelle Nutzung des Werftgeländes

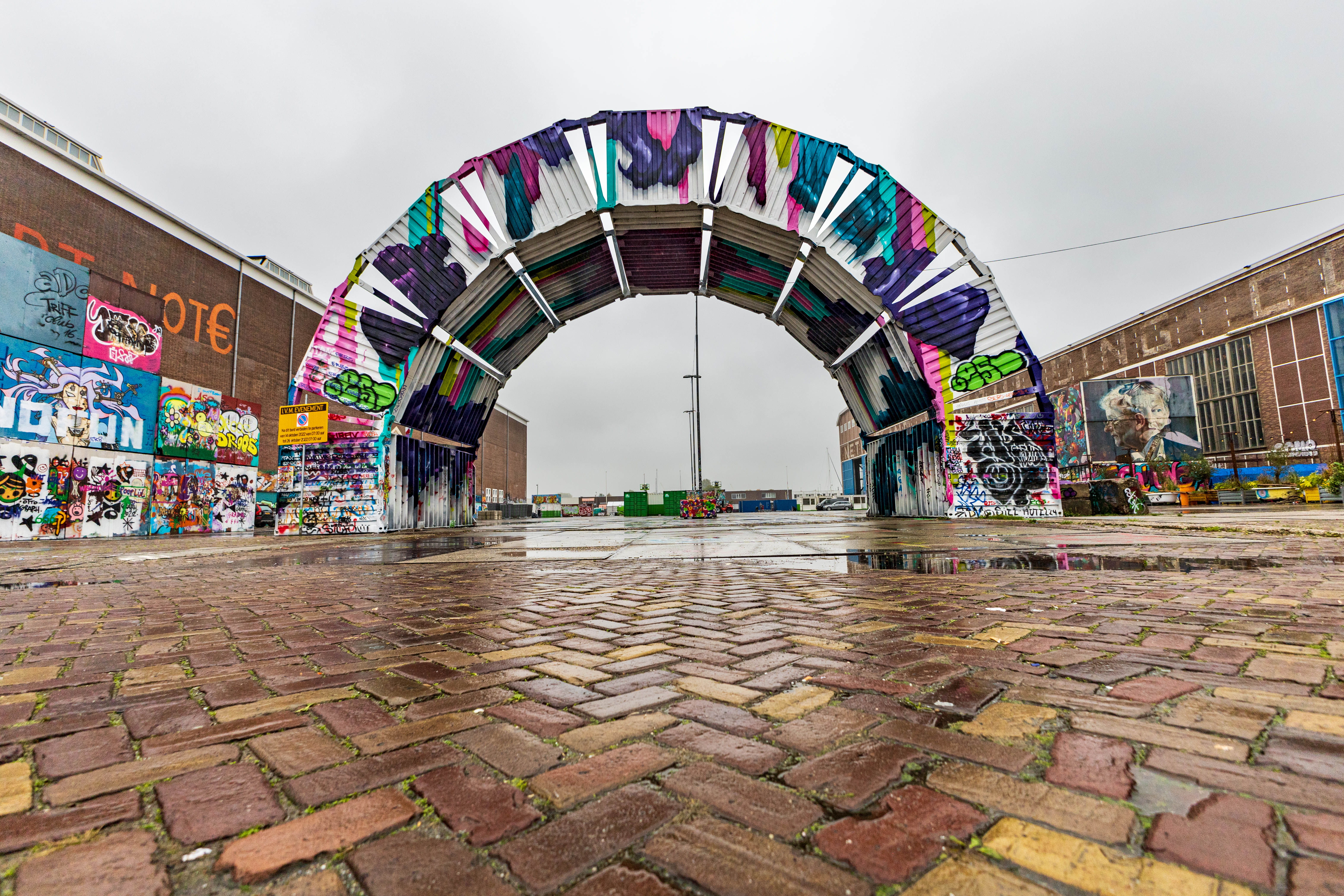
Containerbrücke auf dem Gelände der NDSM

Auf einem Teil des Geländes der ehemaligen NDSM wurde 1987 der Reparaturbetrieb Shipdock Amsterdam gegründet, der später in Amsterdam Ship Repair umbenannt wurde und seit 2005 unter dem Namen Shipdock weiterarbeitet. Ein weiterer Abschnitt beherbergt eine Werft für Museumsschiffe, in einer Werfthalle befindet sich heute der Benelux-Hauptsitz des Musiksenders MTV Networks Europe.
Das Gelände der Werft ist heute ein Kreativzentrum, das zahlreiche Start-Ups und Künstlerateliers beheimatet. Auf dem Gelände finden regelmäßig Ausstellungen und Kulturveranstaltungen statt. Wesentlichen Anteil an der 2002 beschlossenen Umgestaltung hatte die Stadtplanerin Eva de Klerk, die die Hafen- und Hallengestaltung entwarf.